# Бабажанов, Дадаш Бабажанович
Дадаш Бабажа́нович Бабажа́нов (1 марта 1922 — 6 февраля 1985) — Герой Советского Союза (24.03.1945), участник Великой Отечественной войны, командир отделения роты автоматчиков 1369-го стрелкового полка (417-й стрелковой дивизии, 63-го стрелкового корпуса, 51-й армии, 4-го Украинского фронта), красноармеец.

## Биография
Родился 1 марта 1922 года в селе Узун-Агач ныне Жамбылского района Алматинской области Казахстана в семье рабочего. Уйгур. В 1941 году окончил неполную среднюю школу.
В Красной Армии с августа 1941 года. В боях Великой Отечественной войны с декабря 1942 года. Член ВКП(б) с 1944 года.
Командир отделения роты автоматчиков 1369-го стрелкового полка (417-я стрелковая дивизия, 51-я армия, 4-й Украинский фронт) красноармеец Дадаш Бабажанов в боях за город Севастополь 7-9 мая 1944 года первым в полку вывел вверенное ему подразделение на вершину Сапун-горы, расположенной юго-восточнее Севастополя, являвшейся в тактическом плане ключевой позицией на подступах к городу, и водрузил там Красный Флаг.
В ходе боёв отделение под командованием Бабажанова уничтожило более пятидесяти гитлеровцев и, преследуя врага, одним из первых ворвалось в Севастополь.
Указом Президиума Верховного Совета СССР от 24 марта 1945 года за образцовое выполнение боевых заданий командования на фронте борьбы с немецко-фашистскими захватчиками и проявленные при этом мужество и героизм красноармейцу Бабажанову Дадашу Бабажановичу присвоено звание Героя Советского Союза с вручением ордена Ленина и медали «Золотая Звезда» (№ 5008).
После войны Д. Б. Бабажанов демобилизован. Вернулся на родину — в Казахстан. В 1947 году окончил партийную школу при Центральном Комитете Коммунистической партии Казахстана. Жил и работал в районном центре — селе Узун-Агач. Скончался 6 февраля 1985 года.

## Награды
- Медаль «Золотая Звезда» Героя Советского Союза (№ 5008)
- Орден Ленина
- Орден Славы III степени
- Медали, в том числе:
  - Медаль «За победу над Германией в Великой Отечественной войне 1941—1945 гг.»
  - Юбилейная медаль «Двадцать лет Победы в Великой Отечественной войне 1941—1945 гг.»
  - Юбилейная медаль «Тридцать лет Победы в Великой Отечественной войне 1941—1945 гг.»

## Память
Портрет прославленного земляка, Героя Советского Союза Бабажанова Д. Б., занимает почётное место в «Музее Боевой Славы», созданного в Каргалинской средней школе-гимназии № 2 посёлка Каргалы Жамбылского района Алматинской области Казахстана.

Также, его подвиг запечатлён на живописном полотне диорамы «Штурм Сапун-горы», написанной коллективом художников студии военных художников имени Грекова под руководством П. Т. Мальцева, которая установлена в мемориальном музее на Сапун-горе.
В селе Узынагаш существует район, который в простонародье называют Бабажан.